# Tyler Cowen

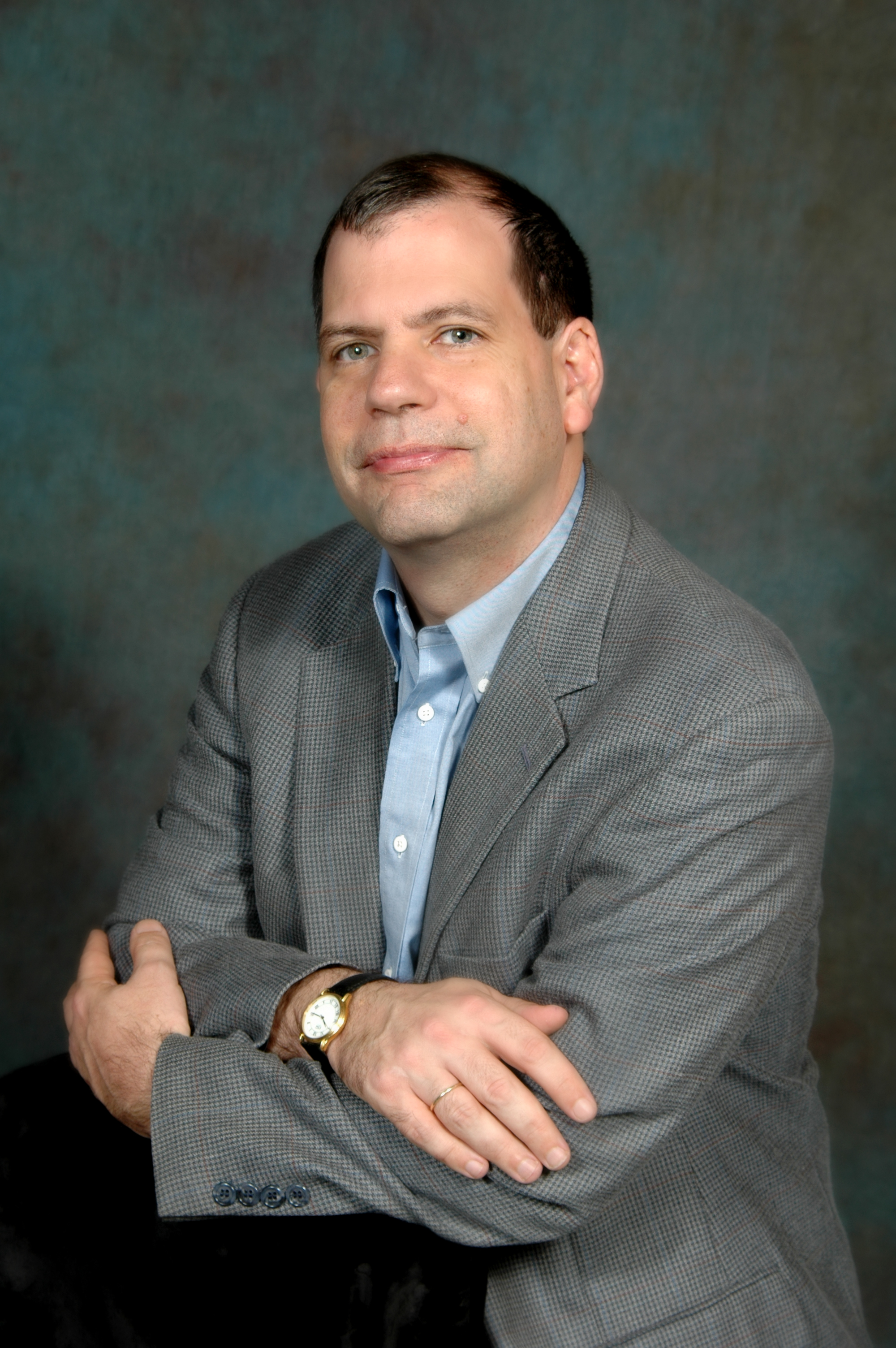
Tyler Cowen

Tyler Cowen (* 21. Januar 1962 in Bergen County) ist ein US-amerikanischer Ökonom. Er ist Professor für Wirtschaftswissenschaften an der George Mason University in Fairfax (Virginia), Direktor des Think-Tanks Mercatus Center, Kolumnist für Bloomberg News und zusammen mit Alex Tabarrok (ebenfalls an der George Mason University) seit 2003 Betreiber des täglich erscheinenden Wirtschaftsblogs Marginal Revolution. Cowen studierte Ökonomie an der George Mason University (B.Sc., 1983) und promovierte 1987 an der Harvard University.

## Weltmarkt der Kulturen
In seinem Buch Creative Destruction: How Globalization is Changing the World’s Cultures (2002), das an Schumpeters Überlegungen zum Ablauf technischer und wirtschaftlicher Innovationen anschließt, und in Abgrenzung vom Pessimismus der Kritischen Theorie geht er von einem „Wohlstandsgewinn-Modell“ aus, nach dem Wohlstand, Technologie und globaler Handel die Kultur und ihre Vielfalt fördern. Die Validität dieses Modells versucht er anhand vieler Beispiele darzulegen. So ermöglichte erst das aus Europa eingeführte Metallmesser die Schaffung eindrucksvoller Totempfähle durch die Indianer der Pazifikküste oder die importierte Tontechnik den weltweiten Erfolg des jamaikanischen Reggae. Am Beispiel einiger armer indigener mexikanischer Maler zeigt Cowen, welche Möglichkeiten sich ergeben, wenn sie mit ihren Bildern den Weltmarkt erreichen. Er räumt jedoch drei mögliche Probleme seines Modells ein:
- Der Einfluss des Handels auf das gesellschaftliche Ethos: Die Weltanschauung ist ein charakteristischer Bestandteil einer Kultur, der durch verstärkten Kulturwandel gestört wird und letztlich verschwindet. Dieser zeitliche Wandel bringt jedoch zugleich neue synthetische Kulturprodukte hervor.
- Die regionale Bündelung einiger Waren und Dienstleistungen: Am Beispiel Hollywood zeigt Cowen jedoch, dass die globale Dominanz universalistischer US-Filmproduktionen die Bedienung von Nischenmärkten nicht behindert, sondern fördert.
- Die Veränderung des Bewusstseins und das Interesse der Kunden an Qualitätsfragen: Mit der Größe des kulturellen Marktes wächst nicht nur der oberflächliche, von Cowen extensiv genannte Kulturkonsum, sondern auch der qualitätskontrollierende intensive Konsum oder Hobbyismus, der sich in kleineren, homogenen Märkten nicht entfalten kann.

Cowen zieht drei Schlussfolgerungen:
- Das Konzept der kulturellen Vielfalt hat zahlreiche Bedeutungen, die voneinander abweichen. So kann zwischen der zwischengesellschaftlichen, der individuellen und der zeitlichen Vielfalt unterschieden werden.
- Kulturelle Homogenisierung und Heterogenisierung sind keine Alternativen. Vielmehr tendieren sie dazu, gleichzeitig aufzutreten. Ein verstärkter kultureller Austausch kann die zwischengesellschaftliche Vielfalt vermindern und gleichzeitig die innergesellschaftliche Vielfalt und die individuellen Wahlmöglichkeiten erhöhen.
- Zwar ändert und beschädigt der interkulturelle Austausch jede Gesellschaft, die er berührt; letztlich fördert er jedoch die Innovation sowie die Kreativität des Menschen.

Cowen geht davon aus, dass die meisten Kulturen synthetisch sind, sich aber dessen selten bewusst sind. Die Ablehnung des Kulturwandels gründe weniger auf der fehlenden Wertschätzung von Vielfalt an sich als auf der unsystematischen Abwertung einzelner fremder Einflüsse.

## Wirtschaftliche und gesellschaftliche Stagnation
In The Great Stagnation (2011) diagnostiziert Cowen eine dauerhafte Verlangsamung des Anstieges der Produktivität der US-amerikanischen Wirtschaft. In Bezug auf die US-Kultur diagnostiziert er in The Complacent Class („Die selbstgefällige Klasse“, 2017) eine zunehmende Innovationsfeindlichkeit und einen Verlust an Risikobereitschaft. Das Problem sei nicht die Migration; vielmehr würden sich Kernwerte, Normen und Politik der USA immer stärker auf (nicht nur reiche oder relativ saturierte, sondern auch arme) Familien mit geringer Veränderungsbereitschaft konzentrieren, die sich von intergenerationaler Mobilität oder auch nur von einem Arbeitgeberwechsel oder Umzug innerhalb eines Bundesstaates keine Verbesserungen mehr versprechen, sondern sich zur Aufrechterhaltung ihres Lebensstandards lieber verschulden. Das, was die USA einst von Europa und Asien unterschieden habe, drohe verloren zu gehen. Übergroße Vorsicht und Konformismus der Safety-first-Gesellschaft sowie eine Wohlfühlkultur schadeten der amerikanischen Wirtschaft. Diese Veränderungen seien – so Edward Luce, der Cowens Position teilt – in den konform gestalteten Büros von Start-ups ebenso wie in den Chill-out-Zonen der Hochschulen tatsächlich zu beobachten.

## Politische Positionen
Cowen vertritt Positionen eines Libertarismus mit neoklassischem und utilitaristischem Akzent. So lehnt er etwa die Antitrustgesetzgebung trotz des von ihm eingeräumten Machtzuwachses global agierender Großunternehmen ab, akzeptiert jedoch in einigen Fällen die Notwendigkeit staatlicher Eingriffe, deren Qualität nicht grundsätzlich negativ bewertet werden dürfe. Kritiker werfen ihm vor, verantwortungslose Aktionen von Banken zu fördern, die in der Finanzkrise massiv gesellschaftlichen Reichtum vernichtet haben, wenn er die Begrenzung der Haftung von Anteilseignern und die Senkung der Kapitalausstattung der Banken fordert. Seine Thesen würden die Entstehung gefährlicher, „kriminogener“ Institutionen legitimieren und moral hazard fördern. Paul Krugman kritisierte ihn für die Aussage, dass die Erholung Irlands seit der Finanzkrise ein Argument gegen den Keynesianismus sei.
Cowen kritisiert auch das Diversitätsverständnis der Democratic Party der USA. In geographischer Hinsicht sei sie bemerkenswert wenig divers; ihre Anhänger konzentrierten sich bei den Präsidentschaftswahlen 2016 auf wenige Bundesstaaten wie Kalifornien und New York State. Dabei hätten gerade die Gründerväter der USA großen Wert auf geographische Diversität gelegt und in der Verfassung mit der wichtigen Rolle der Wahlmänner quasi eine Vetomöglichkeit einer Mehrheit der dünn besiedelter Flächenstaaten gegen eine Majorität der Stimmen aus einigen wenigen bevölkerungsreichen Bundesstaaten eingebaut. The Founding Fathers were not majoritarian [...]. Auch seien die gebildeten Schichten, die die Demokraten bei Wahlen mobilisieren, wesentlich weniger divers als die Armen und Ungebildeten, die die Republikaner um sich sammeln. Die Themen der Demokraten mit der Fokussierung auf Ethnie, Rasse und Gender seien ebenso wenig divers, was aus der Geschichte der USA mit ihrer Tradition der Sklaverei zu erklären sei. Sie verstünden aber nicht, wieso man ihre Politik als gesellschaftsspaltend (divise) ansehen könne.

## Bücher
- Talent: How to Identify Energizers, Creatives, and Winners Around the World (mit Daniel Gross). New York: St. Martin’s Press, 2022. ISBN 978-1-5293-7643-2
- Stubborn Attachments: A Vision for a Society of Free, Prosperous, and Responsible Individuals. San Francisco: Stripe Press, 2018. ISBN 978-1-7322651-3-4
- The Complacent Class: The Self-Defeating Quest for the American Dream. New York, NY: St. Martins Press, 2017. ISBN 978-1-250-10869-2
- Average Is Over: Powering America Beyond the Age of the Great Stagnation. New York, NY: Plume, 2014. ISBN 978-0-14-218111-9
- The Great Stagnation. How America Ate All The Low-Hanging Fruit of Modern History, Got Sick, and Will (Eventually) Feel Better. Dutton, 2011. (E-Book)
- Modern Principles of Economics (mit Alex Tabarrok). Worth Publishers, 2009.
- Modern Principles: Microeconomics (mit Alex Tabarrok). Worth Publishers, 2009.
- Modern Principles: Macroeconomics (mit Alex Tabarrok). Worth Publishers, 2009.
- Create Your Own Economy: The Path to Prosperity in a Disordered World. Dutton, 2009.
  - als Taschenbuch erschienen unter dem Titel: The Age of the Infovore: Succeeding in the Information Economy. Plume, 2010.
- Discover Your Inner Economist: Use Incentives to Fall in Love, Survive Your Next Meeting, and Motivate Your Dentist, Penguin/Dutton, 2007.
- Good & Plenty: The Creative Successes of American Arts Funding. Princeton University Press, 2006.
- Markets and Culture Voices: Liberty vs. Power in the Lives of the Mexican Amate Painters. University of Michigan Press, 2005.
- Creative Destruction: How Globalization is Changing the World’s Cultures. Princeton University Press, 2002. - deutsche Übersetzung: Weltmarkt der Kulturen. Murmann, 2004.
- New Theories of Market Failure (Hrsg. mit Eric Crampton). Edward Elgar Press, 2002.
- What Price Fame?, Harvard University Press, 2000.
- Economic Welfare (Hrsg.). Edward Elgar Press, 2000.
- In Praise of Commercial Culture. Harvard University Press, 1998.
- Risk and Business Cycles: New and Old Austrian Perspectives. Routledge Press, 1998.
- Explorations in the New Monetary Economics (mit Randall Kroszner). Basil Blackwell Press, 1994.
- Public Goods and Market Failures: A Critical Examination (Hrsg.; Neuauflage). Transactions Publishers, 1991.
- The Theory of Market Failure: A Critical Examination (Hrsg.). George Mason University Press, 1988.